# Ernesto Aurini
Ernesto Aurini (Teramo, 3 maggio 1873 – Chieti, 18 dicembre 1947) è stato un pittore, fotografo, disegnatore e caricaturista italiano.

## Biografia
Aurini è un esponente del mondo artistico abruzzese. Nella caricatura espresse la sua vena satirica, riprodotta in centinaia di disegni, schizzi, vignette, con cui riempì i giornali umoristici dell'epoca: da Il linguacciuto a Lo stracciato, da Il Piccolo Sasso a L'asino di Podrecca.
Contribuì all'istituzione della "Cetra", primo nucleo dell'Istituto musicale "Gaetano Braga", anche nelle vesti di artefice della decorazione della sala del ridotto dell'ottocentesco Teatro Comunale.
Come fotografo curò, tra l'altro, tutta la parte fotografica delle opere di Francesco Savini "Sancta Maria Aprutiensis", "Gli edifici teramani nel Medioevo" e "Il Duomo di Teramo". Questa sua campagna fotografica realizzata sull'architettura medievale teramana,si compone di oltre sessanta immagini che mostrano numerosi angoli ed edifici della città oggi scomparsi.
Trasferitosi a Chieti si sposò con Giulia Fasoli, dalla quale ebbe i figli Vittoria e Renato. A Chieti aprì, con il cognato Fasoli, lo studio fotografico-artistico “Aurini e Fasoli”, in cui sperimentò nuovi procedimenti di tecnica fotografica come la fotografia a colori su lastre di vetro.
Alcuni suoi quadri, arazzi e caricature sono stati acquistati dalla Provincia di Teramo ed esposti nella Biblioteca regionale Melchiorre Dèlfico.
Quadri sono posseduti anche dal Museo Nazionale d'Abruzzo con sede in L'Aquila.
È fratello dell'archeologo e critico d'arte Guglielmo Aurini.

## Opere
- Biblioteca regionale Melchiorre Dèlfico di Teramo, conserva dipinti, arazzi e una collezione di caricature in album, oltre ai numerosi periodici ai quali Aurini collaborò;
- Pinacoteca civica di Teramo, conserva numerosi dipinti con vedute, tra le quali alcune del Gran Sasso;
- Il suo archivio fotografico è andato perduto.